# 李文 (正德進士)
李文（1471年—1545年），字載道，號洛南，河南河南府宜陽縣人，民籍，明朝政治人物。

## 生平
正德二年（1507年）丁卯科河南鄉試第三十六名舉人，十二年（1517年）丁丑科三甲第三十八名進士。戶部觀政，初任咸寧縣知縣，陞刑部四川司主事。進刑部員外郎，忤當道，謫楚雄府推官，改太原府同知，平孟礦之亂。進南京戶部郎中，丁父母憂去職，除服，補戶部雲南司郎中，後致仕回鄉。

## 家族
曾祖李崇；祖父李瓛，知縣；父李憲，訓導。母胡氏。具慶下。弟李玄、李亨、李交。